# Horta de Sant Joan

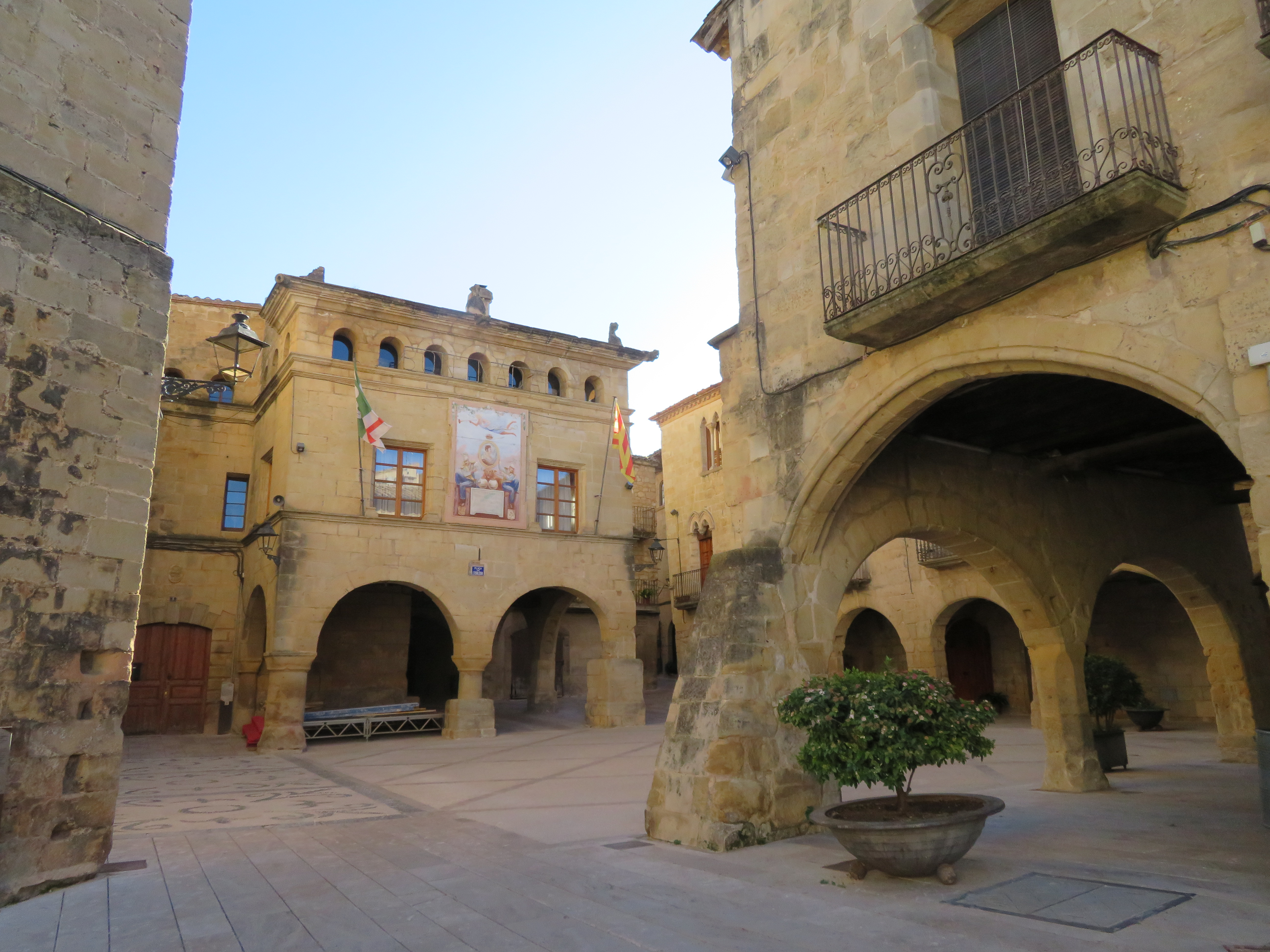
Horta de Sant Joan

Horta de Sant Joan ist eine spanische Stadt in der Comarca Terra Alta in der Provinz Tarragona der Autonomen Gemeinschaft Katalonien. 
Die Gemeinde hat eine Fläche von 119 km² und 1.157 Einwohner (Stand: 2024).
Ein mehrmonatiger Aufenthalt Picassos im Jahr 1909 war bedeutsam für die Entwicklung seiner kubistischen Periode.

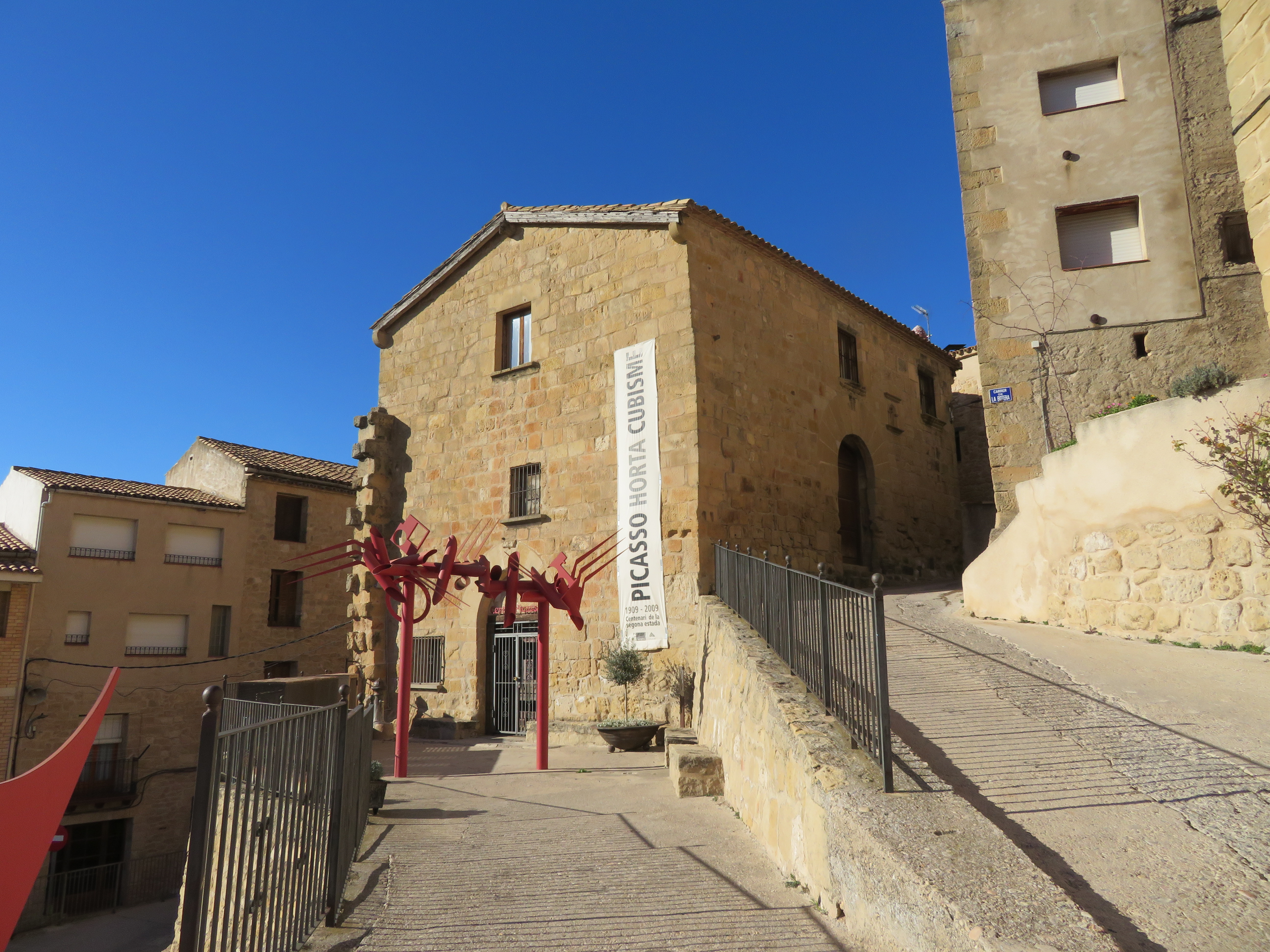
Horta de Sant Joan

## Persönlichkeiten
- Manuel Pallarès i Grau (* 1876 in Horta de Sant Joan; † 1974 in Barcelona), Maler, Jugendfreund des Malers Pablo Picasso